# Prepona yurimaguas
Prepona yurimaguas är en fjärilsart som beskrevs av Le Moult 1932. Prepona yurimaguas ingår i släktet Prepona och familjen praktfjärilar. Inga underarter finns listade i Catalogue of Life.